# Eois carrasca
Eois carrasca là một loài bướm đêm trong họ Geometridae.